# Monoplistes leai
Monoplistes leai là một loài bọ cánh cứng trong họ Bọ hung (Scarabaeidae).